# The Jodimars
The Jodimars fue una banda estadounidense de rock and roll formada en el verano de 1955 que permaneció en activo hasta 1958, populares en Las Vegas por su estilo similar a los de Bill Haley & His Comets, fundada por exmiembros de la banda.

## Biografía
Una banda derivada de Bill Haley & the Comets, como era de esperar, los Jodimars sonaban muy parecidos a Haley en sus singles para Capitol Records. Junto con Haley, Boyd Bennett y Freddie Bell, personificaron una cierta cepa del rock & roll del norte, atrapada entre el rockabilly y el salto y el swing de las grandes bandas, tocando material derivado del rhythm & blues sin mucha conmoción en las voces. No tuvieron ningún éxito, pero una de sus canciones, "Clara-Bella", de alguna manera fue recogida al otro lado del Atlántico por los Beatles, quienes la interpretaron en su set a principios de los 60. Los Beatles también lo grabaron en 1963 para la BBC, una actuación ahora disponible en The Beatles Live en la BBC.
Los Jodimars fueron formados en 1955 por tres miembros de Comets de Bill Haley, Joey Ambrose (saxo), Dick Richards (batería) y Marshall Lytle (bajo). Este fue el año en el que "Rock Around the Clock" llegó al número uno y los Comets difícilmente podrían haber estado más calientes, pero el trío decidió irse después de que Haley rechazó su solicitud de un aumento de $ 50 por semana. Otros tres músicos de Filadelfia completaron la alineación, que grabó una demostración que les consiguió un contrato con Capitol en 1955. El grupo hizo alrededor de media docena de sencillos para el sello entre 1955 y 1957, pero ninguno llegó a las listas, aunque a un par le fue bien. regionalmente. Una de las razones de su fracaso podría haber sido el desconcierto por el rock & roll en general y, posteriormente, el marketing inadecuado de la música por parte de los principales sellos discográficos cuando el estilo comenzó a hacer olas a mediados de los años 50. Una explicación más mundana podría haber sido el comprensible parecido sonoro del grupo con Bill Haley. Instrumentalmente, la banda tocó rock & roll bastante respetable al estilo de Haley, con ritmos similares de saxo y guitarra, y material uptempo que exhortaba a todos a ser optimistas y bailar.
Si bien Haley podría no haber sido el más valiente de los cantantes, definitivamente era mejor que los Jodimars, cuyas voces sonaban mucho más rígidas e inhibidas que sus pistas de acompañamiento. El grupo creó una gran cantidad de material original, en gran parte escrito o coescrito por el mánager Frank Pingatore. Fue Pingatore quien escribió "Clara-Bella". Esta pista de Jodimars, aunque reeditada en CD más de una vez, es probablemente una de las versiones originales menos escuchadas de canciones cubiertas y lanzadas por los Beatles. Con Paul McCartney en la voz ruidosa, los Beatles hicieron un trabajo sustancialmente diferente y mucho mejor con la melodía.
Los Jodimars no pudieron encontrar un contrato discográfico después de su último sencillo de Capitol, y concentraron gran parte de su programa de presentaciones en vivo en los compromisos de Las Vegas a fines de los años 50, separándose en 1959 después de algunos cambios de personal.

Otros miembros fueron Chuck Hess (guitarra), Jim Buffington (piano) y Máximo Daffner (tambores).

## Discografía
- "Well Now, Dig This" / "Let's All Rock Together", Capitol Records F-3285, November 1955
- "Dance the Bop" (also issued as "Dancin' the Bop") / "Boom, Boom, My Bayou Baby", F3360, February 1956
- "Rattle My Bones" / "Lot'sa Love", F-3436, May 1956
- "Eat Your Heart Out Annie" / "Rattle Shakin' Daddy", F3512, August 1956
- "Clarabella" / "Midnight", F3588, November 1956
- "Cloud 99" / "Later", F3633, January 1957
- "Story Telling Baby" / "Shoo Sue (Get Away From Me)": President 1017, 02/1958
- "One Grain of Sand" / "Time (Is Endless): Milestone 2004, 1958, credited to "Marshall & Wes and the Jodimars" (Wes being Wes Buchanan)

Especiales
Well Now Dig This – 1953

|
Canciones
- ' – 1994
- Club Daze Volume 1: The Studio Sessions – 1999
- Club Daze Volume 2: Live In The Bars – 2001
- Live At Wacken: The Reunion – 2006
- Live at the Marquee - 2011
- Rock 'n' Roll Saviors - The Early Years - - 2016
- Metal Meltdown - 2016

EP
- Ruff Cuts – 1982
- I Am (I'm Me) – 1983
- The Kids Are Back – 1983
- You Can't Stop Rock'n'Roll – 1983
- We're Not Gonna Take It – 1984
- I Wanna Rock – 1984
- Leader of the Pack – 1985
- You Want What We Got – 1986

|}
Sencillos
- "I'll Never Grow Up, Now!" / "Under the Blade" – 1979
- "Bad Boys (Of Rock N' Roll)" / Lady's Boy" – 1980
- "I Am (I'm Me)" (UK #18) / "Sin After Sin (Live)" – 1983
- "The Kids Are Back" (UK #32) / "Shoot 'Em Down (Live)" – 1983
- "You Can't Stop Rock'n'Roll" (UK #43) / "Let the Good Times Roll/Feel So Fine" (Live) – 1983
- "I Wanna Rock" (UK #93) / "Burn in Hell" (Live) – 1984
- "I Wanna Rock" (POP #68) / "The Kids Are Back" – 1984
- "We're Not Gonna Take It" (UK #58) / "The Kids Are Back" (Live) – 1984
- "We're Not Gonna Take It" (POP #21) / "You Can't Stop Rock'n'Roll" – 1984